# Brumofův dům (Česká Lípa)
Brumofův dům je řadový jednopatrový klasicistní dům v České Lípě čp. 707, situovaný ve středu Jiráskovy ulice, při vyústění ulice Nerudovy. Dům si pro potřeby místní židovské obce nechal postavit v letech 1820–1824 zdejší bohatý židovský obchodník Josef Brumof. Dům byl postaven na místě několika starších objektů po katastrofálním požáru města v roce 1820. Je chráněn jako kulturní památka ČR.

## Popis stavby
Dům je postaven v kasicistním slohu, s fasádou, jejíž střední rizalit je završen trojúhelníkovým tympanonem, s mutuly pod římsou, s kanelovanými pilastry a iónskými hlavicemi, s pásovou nepravou bosáží v přízemí. Pozůstatky staršího pohořelého domu byly do novostavby nenápadně včleněny. Stavba byla dokončena patrně roku 1824. Jedná se o jeden z nejlépe dochovaných objektů bývalého židovského ghetta v České Lípě.